# Базилика Святого Эммерама
Базилика Святого Эммерама (словац. Bazilika svätého Emeráma) — собор в Нитре, выстроенный в готическом стиле. Собор является частью Нитранского замкового комплекса. Верхняя церковь датируется 1333 — 1355 г.г. В ротонде 11 — 12 века находится серебряная святыня 1674 г. На территории замка также находится реликвия — мощи святого Кирилла. Нижняя церковь выстроена в стиле барокко датируется 1621 — 1642 г.г.